# Alisha's Attic
Le Alisha's Attic sono state un duo musicale inglese originario di Londra e attivo nella seconda metà degli anni '90 e nei primi anni 2000.

## Storia del gruppo
Il duo era composto dalle sorelle Shelly McErlaine (nata Poole) e Karen Poole, nate rispettivamente a Barking e Chadwell Heath. Il loro padre Brian faceva parte del gruppo The Tremeloes.
Il primo album è stato pubblicato nel novembre 1996. Hanno ricevuto la nomination ai BRIT Awards 1997 come miglior artista rivelazione. Nell'agosto 2001, dopo aver scisso il contratto con la Mercury Records, hanno pubblicato l'ultimo disco, autoprodotto, dopodiché hanno deciso di chiudere l'esperienza come duo.

## Formazione
- Shelly McErlaine
- Karen Poole

## Discografia

### Album
- 1996 - Alisha Rules the World
- 1997 - Japanese Dream (solo in Giappone)
- 1998 - Illumina
- 2001 - The House We Built
- 2001 - The Attic Vaults 1
- 2003 - The Collection